# 2006年热带风暴诺曼
热带风暴诺曼（英語：Tropical Storm Norman）是2006年10月在墨西哥西南部降下暴雨的一个弱热带气旋，也是2006年太平洋飓风季第12场获命名的风暴，于10月9日经墨西哥西南方向较远处海域的东风波发展而成。由于外界环境很快变得不利，诺曼仅成型两天后便完全消散热带气旋。不久后，气旋中心变得杂乱无章，很快便再度消散，产生的大范围湿气令其残留转向东面前进。受东侧的扰动天气区影响，风暴残留关联的雷暴活动再度增长，于10月15日在墨西哥近海重新成为墨西哥西南部的降雨量达到150毫米。约有150套房屋被风暴降下的雨水淹没，其中约20套被毁。该国有一人受伤，另有报导称两人失踪，但消息之后没有得到证实。

## 气象历史
9月21日，有东风波离开非洲西海岸，穿越大西洋和加勒比海期间没有显著发展。10月1日，东风波进入东太平洋并继续西进，于10月5日发展出持续的对流区。天气系统起初杂乱无章，但气象机构认为上层大气环境会变得有利于热带气旋形成，预计系统也会逐渐发展。10月7日，系统发展出广阔的低气压区，到次日时已位移至大范围扰动天气区的东部，系统的西部之后发展成热带风暴奥利维亚，东部则在中心附近发展出井井有条的对流，于协调世界时10月9日在下加利福尼亞半島最南端的西南方向约1235公里洋面发展成第十五号热带低气压。
成为热带气旋后，低气压围绕弱高压脊的西部边缘朝西北偏北方向移动，美国国家飓风中心在针对气旋发布的首份公告中预计热带低气压会逐渐增强，然后在穿越下加利福尼亚半岛期间逐渐减弱。由于所在洋面水温较高，气旋中心附近发展出有组织的深层对流，气象卫星采用德沃夏克分析法估算系统风速已达热带风暴强度，美国国家飓风中心因此将成型仅12小时的热带低气压升级成热带风暴，并以“诺曼”（Norman）命名。风暴继续强化，于10月10日达到风力时速85公里的最高强度。气象部门当时认为诺曼会继续向东北前进并增强，但也有部分飓风预测模型预测气旋会向东南大幅转向并迅速减弱。达到最高强度后不久，西南向风切变出现增长，导致风暴对流的覆盖面缩小。与此同时，从加利福尼亚州向南延伸的低压槽导致诺曼的移动速度放缓并转向东进。对流快速同中心分离，到10月10日晚，中心同最近的雷暴已相隔185公里。气旋此时已降级成热带低气压，再于10月11日在下加利福尼亚半岛最南端的卡波圣卢卡斯（Cabo San Lucas）西南方向约855公里洋面退化成残留低气压区。
诺曼的残留继续向东行进，之后受墨西哥近海的热带扰动影响转向东南偏东。气象机构起初没有料到气旋会在热带扰动的影响下重生。10月13日，美国国家飓风中心称诺曼的残留正在同东侧的扰动天气合并，受其影响，残留低气压区周围重新发展出对流并逐渐组织，于10月15日清晨在墨西哥西南近海再生成热带低气压。由于水温较高，上层大气环境有利，气象部门预计诺曼会再度达到热带风暴强度并登陆。但是，气旋中心的组织结构实际上很快就变得混乱，并在大范围的热带扰动内部转向北上，之后又转朝西北方向移动。据美国国家飓风中心估计，热带低气压诺曼于10月15日晚在曼萨尼约以南约37公里近海完全消散，但卫星图像表明气旋中心有可能是在陆地上空消散。

## 防灾措施和影响

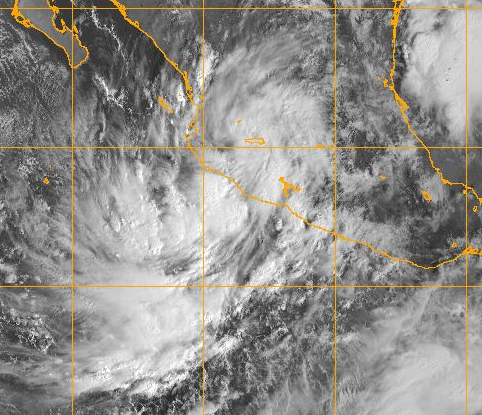
诺曼在墨西哥近海再生的卫星图像

诺曼再度发展成热带气旋时，墨西哥政府向拉萨罗卡德纳斯到卡布科连特斯（Cabo Corrientes）发布热带风暴警告。
风暴在墨西哥西南部降下暴雨，其中以米却肯州的拉维利塔（La Villita）降雨量最高，达161毫米。持续四天的降水促使政府官员将阿卡普尔科及周边的学校关闭，还导致树木倒塌和多起泥石流。约有150幢民宅被淹，军方人员出动协助人员撤离。墨西哥共有20套民房被毁，20个村庄停电。一辆载有15人的运输车被急流卷走，致使一人受伤，车辆之后获警方救援。约有300公顷农田受到破坏，但由于此时收割季节已过，因此实际损失的农作物很少。墨西哥全国共有约50万人受到诺曼影响，起初还有报导声称两人失踪，但之后的报导又表明风暴没有导致人员伤亡。